# Verzorgende (VIG)
Een verzorgende (VIG) oftewel verzorgende individuele gezondheidszorg is opgeleid in het Nederlandse middelbaar beroepsonderwijs op niveau 3. Hij of zij is vooral werkzaam in het verpleeghuis, verzorgingshuis, de kraamzorg, thuiszorg, geestelijk gezondheidszorg, revalidatie of in de gehandicaptenzorg. 
Tot het gebied van de deskundigheid van de verzorgende individuele gezondheidszorg wordt gerekend:
a. het verrichten van handelingen op het gebied van verzorging, verpleging, observatie en begeleiding in verzorgings- en niet complexe behandelings- en verpleegsituaties;
b. het ingevolge opdracht van een beroepsbeoefenaar op het gebied van de individuele gezondheidszorg verrichten van handelingen in aansluiting op diens diagnostische en therapeutische werkzaamheden.
Voor Vlaanderen, zie: zorgkundige.